# مارک اوبراین (دوچرخه‌سوار)
مارک اوبراین (انگلیسی: Mark O'Brien؛ زادهٔ ۱۶ سپتامبر ۱۹۸۷) دوچرخه‌سوار اهل استرالیا است. وی عضو تیم‌هایی همچون تیم دوچرخه‌سواری دراپاک بوده است.